# Nulltoleranzstrategie

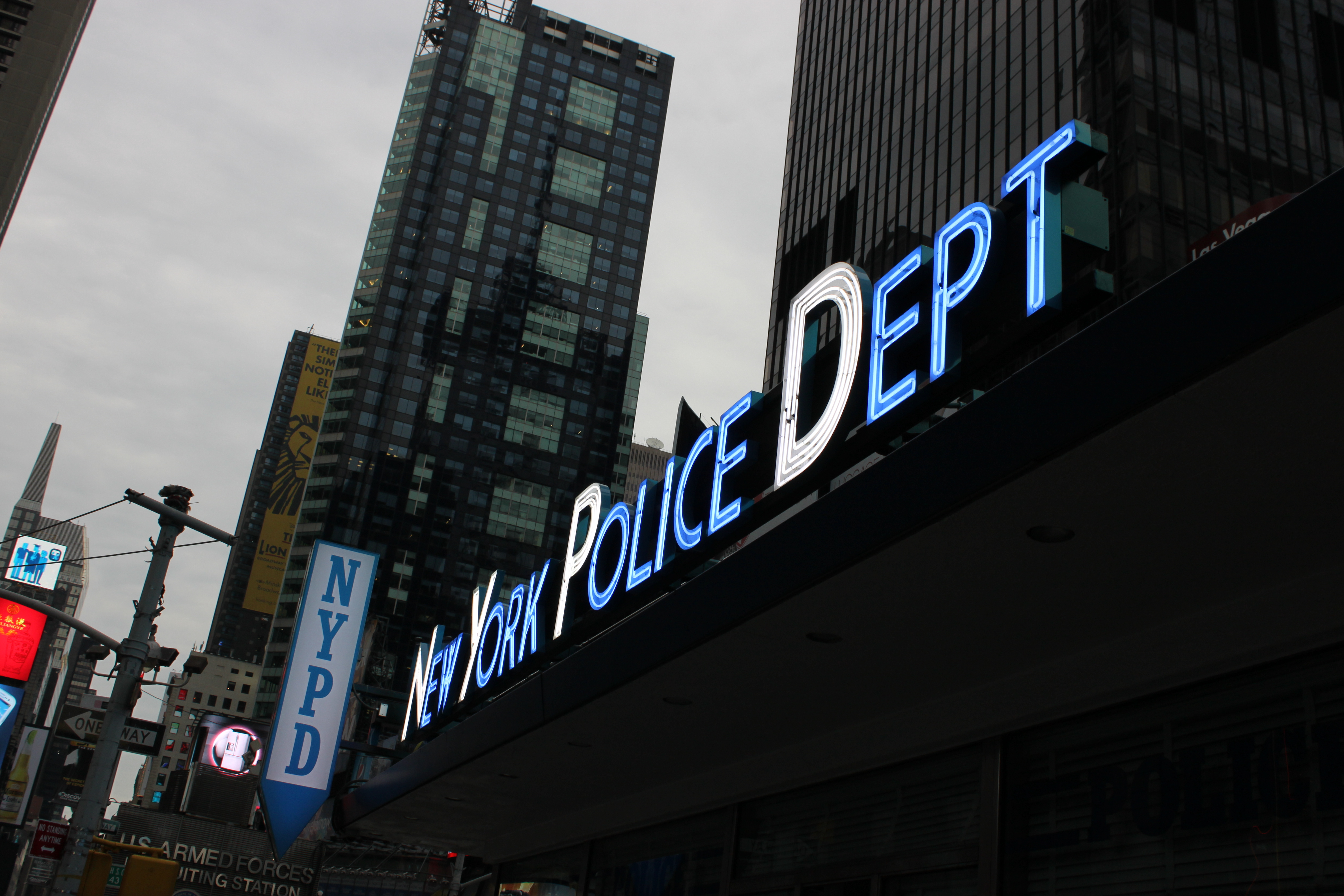
Der NYPD-Schriftzug am Times Square

Nulltoleranzstrategie (englisch Zero Tolerance Policy) bezeichnet eine Strategie der Kriminalitätsbekämpfung und Kriminalprävention. Im Rahmen dieser Strategie schreitet die Polizei bereits konsequent ein, wenn Ordnungsverstöße unterhalb der Straftatenschwelle begangen werden, wie etwa bei aggressivem Betteln, öffentlichem „Herumlungern“ oder Alkoholkonsum in der Öffentlichkeit. Das Ziel der Strategie ist es, die Kontrolldichte zu erhöhen, um auf diese Weise Straftaten bereits im Anfangsstadium aufzudecken und/oder zu verhindern. Die Nulltoleranzstrategie basiert auf der Broken-Windows-Theorie, sie wurde in Form des „New Yorker Modells“ bekannt. Deutsche Kriminalisten und Kriminalpolitiker sprechen in Abwandlung auch von einer Strategie der Nulltoleranz. Kritiker beschreiben eine zunehmende Politisierung der Verbrechenskontrolle, die Abkehr von wissenschaftlichen Experten und eine neue Form des Populismus als ursächlich für die Hinwendung zur Nulltoleranzstrategie in den 1990er und 2000er Jahren.
Von Befürwortern einer Nulltoleranzstrategie vorgebrachte Erfolge werden heute größtenteils im Zusammenhang mit dem allgemeinen Kriminalitätsrückgang gesehen, da in Regionen mit Nulltoleranzstrategie und ohne die Rückgänge ähnlich verlaufen sind.

## Das „New Yorker Modell“
1994 berief sich der Polizeichef von New York, Bill Bratton, unter dem damaligen republikanischen Bürgermeister Rudy Giuliani auf die Broken-Windows-Theorie. Die von Bratton entwickelte Polizeistrategie bestand aus einer rigorosen „Null-Toleranz“ gegenüber den vielen kleinen Belästigungen und Vergehen in der Öffentlichkeit durch das Absenken der polizeilichen Eingriffsschwelle gegenüber diesem Verhalten.
Das geschah vor dem Hintergrund einer außergewöhnlich hohen Kriminalitätsrate, einer weit über dem amerikanischen Durchschnitt liegenden Mord- und Totschlagsrate und – unter anderem – der Häufung alltäglicher Normübertritte und einer zunehmenden Vermüllung und Verschmutzung des öffentlichen Raumes sowie der U-Bahn. Bratton und Giuliani glaubten, dass Bagatelldelikte der Einstieg (Tipping-Point) für schwerwiegendere Verbrechen waren. Das Programm führte zu einem umfassenden Aktionsplan, der erklärtermaßen darauf abzielte, den öffentlichen Raum zurückzuerobern und den Bürgern das in der „Unwirtlichkeit der Stadt“ verlorengegangene Gefühl von Sicherheit wiederherzustellen.
Tragende Säulen dieses Konzepts waren sieben Maßnahmenpakete.
1. Angesichts des Besitzes zahlreicher illegaler Schusswaffen wurde versucht, durch „Schnellgerichte“ den illegalen Besitz, Handel und Gebrauch von Schusswaffen zu bestrafen mit dem Ziel, dadurch die Zahl von Gewalttaten unter Schusswaffengebrauch zu reduzieren.
2. Auch kleinere Vergehen wie beispielsweise Schwarzfahren, Betteln oder Schulschwänzen wurden rigoros verfolgt. An den Schulen wurden konsequent Waffenkontrollen durchgeführt. Stärker als zuvor wurden auch auffällige Personen im öffentlichen Raum kontrolliert.
3. Mit Nulltoleranz wurde gegen Ordnungswidrigkeiten wie Straßenhandel, Hütchenspielen oder das Fahren mit Fahrzeugen mit sog. „Ghettoblastern“ vorgegangen. Durch diese konsequente Bekämpfung von Unordnung in Form abweichenden Verhaltens und die Vorverlagerung polizeilichen Eingreifens wollte die Polizei demonstrieren, dass sie die Probleme der Bevölkerung ernst nahm. Das sollte wiederum Vertrauen in die Polizei schaffen, die Kriminalitätsfurcht der Bevölkerung reduzieren und deren Sicherheitsgefühl steigern. Konkret wurde beispielsweise im Straßen-Drogenhandel tätigen Kleindealern sofort das Geld abgenommen und ihr Fahrzeug eingezogen; darüber hinaus wurden ihnen Hausverbote erteilt. Menschen, die in öffentlichen Verkehrsmitteln bettelten oder andere Fahrgäste beschimpften, wurden für einige Tage in Haft genommen. Graffiti an Häusern und auf öffentlichen Verkehrsmitteln wurden binnen eines Tages beseitigt, damit kein Sprayer die Gelegenheit bekam, sein Werk nochmals zu bewundern oder bewundern zu lassen. Für diese Reinigungsarbeiten wurden häufig Personen herangezogen, die zu gemeinnütziger Arbeit verurteilt worden waren; sie mussten dabei Westen tragen, auf denen der Name des Gerichts – beispielsweise „Midtown Community Court“ – stand, von dem sie verurteilt worden waren.
4. Zuvor verwahrloste und verschmutzte Örtlichkeiten wurden aufgeräumt und gereinigt.
5. Ein computergestütztes Informationssystem der Polizei wurde eingeführt, mit dessen Hilfe tägliche Kontrollen, Straftaten, Festnahmen und Beschlagnahmen für jede einzelne Polizeiwache dokumentiert werden konnten. Erfolgreiche Revierleiter wurden ggf. öffentlich belobigt. Damit wurde das System zu einer „betriebsinternen“ Erfolgskontrolle der ergriffenen Maßnahmen.
6. Die Zusammenarbeit mit Bürgern in der Stadt wurde gesucht. Diese sollten sich für bestimmte Stadtteile verantwortlich fühlen und die Polizei auf Missstände hinweisen. Daneben wurden Bürgerwachen organisiert, die informelle Kontrollaufgaben in ihrem Stadtteil übernahmen.
7. Die Polizei wurde personell aufgestockt. Deren sichtbare Präsenz wurde durch vermehrte Fußstreifen erhöht. Zentralistisch organisierte Fachkommissariate wurden aufgelöst und ihre Aufgaben den Bezirken und Revieren übertragen. Damit wollte man die Bewegungs- und Handlungsfreiheit fördern, denn die Beamten vor Ort sollten für die Lösung von Problemen verantwortlich sein.

Es wurden eher junge, dynamische Beamte mit Führungsaufgaben betraut und viele der älteren Revierleiter vorzeitig in den Ruhestand versetzt. Es wurde eine 'corporate identity' der Polizei geschaffen, die sich durch die Vorgaben „Höflichkeit, Professionalität, Respekt“ („courtesy, professionalism, respect“) bestimmte. Flankiert wurden diese polizeilichen Maßnahmen durch härtere Strafgesetze. Dazu gehört beispielsweise die Regel „three strikes and you are out“, die auf schwere wie leichte Straftaten gleichermaßen angewandt wurde.

### Umstrittene Auswirkungen
Der Ansatz, insbesondere in Gebieten mit städtebaulichem Verfall (urban decay) und hoher Kriminalitätsrate auch kleinste Übertretungen zu ahnden, fand in den USA ein kontroverses Echo. Während die Befürworter ihm beachtliche Erfolge bescheinigten, zeigten Kritiker negative Auswirkungen auf: Durch Erfolgsvereinbarungen mit der New Yorker Polizei entstand ein Konkurrenzdenken innerhalb des Polizeiapparats, was zu einem Identitätsverlust führte. Das harte Durchgreifen brachte ferner Bürgerrechtler auf den Plan, die in der Nulltoleranzstrategie einen Schritt zum Polizeistaat sahen.
Die Zahl der Mordfälle in New York ging von den 1970er Jahren bis 2009 auf ein Fünftel zurück, von 2000 auf rund 400. Dieser deutlich statistisch signifikante Rückgang wird von ihren Verfechtern auch auf die Nulltoleranzstrategie in den 1990er Jahren zurückgeführt.
Vergleichsstudien zeigten jedoch, dass es nicht nur in New York einen drastischen Kriminalitätsrückgang gab. Sowohl auf Ebene verschiedener US-Bundesstaaten, als auch im Vergleich von US-Großstädten sanken Kriminalitätsraten seit den frühen 1990er Jahren um mehr als die Hälfte. Eine Nulltoleranzstrategie hatte hierbei – wenn überhaupt – nur einen kleinen Einfluss.
Das New Yorker Modell wurde in den frühen 1990er Jahren entwickelt und umgesetzt. Inzwischen zeigte sich, dass dies der Zeitraum eines Höhepunkts der Kriminalität in den meisten Ländern der westlichen Welt war. Seither fallen die Kriminalitätsraten in den meisten Ländern, nicht nur in der westlichen Welt. Die wirkliche Ursache des Kriminalitätsrückgangs konnte allerdings noch nicht umfassend befriedigend geklärt werden.